# Rezar (wrestler)
Gzim Selmani (ur. 16 czerwca 1994 w Huizen w Holandii) – albańsko-holenderski wrestler i były zawodnik mieszanych sztuk walki, obecnie występujący w federacji WWE w rozwojowym brandzie NXT pod pseudonimem ringowym Rezar. Wraz z Akamem tworzy zespół The Authors of Pain i są obecnymi posiadaczami NXT Tag Team Championship.

## Wczesne życie
Selmani urodził się w mieście Huizen w Holandii. Dorastał w Kosovie. Praktykował judo od czwartego roku życia, po czym zrezygnował na rzecz kickboxingu w wieku dwunastu lat. Trzy lata później, wraz z bratem Egzonem zaczął trenować jako zawodnik mieszanych sztuk walki.

## Kariera MMA
Selmani był częścią holenderskiej grupy promotorskiej Golden Glory i brał udział w amatorskich mieszanych sztukach walki federacji Shooto w 2012. W swojej pierwszej profesjonalnej walce z listopada 2012 pokonał Anatoliego Ciumaca. Drugie starcie przegrał z Ante Deliją na gali Final Fight Championship 5 poprzez techniczny nokaut. Po kolejnych zwycięstwach nad Mario Milosavljeviciem i Tomazem Simonicem, Selmani pokonał Oliego Thompsona w osiemnaście sekund w walce wieczoru piętnastej gali federacji BAMMA. Jego ostatni pojedynek odbył się w federacji Bellator MMA na gali Bellator 130, gdzie przegrał przez techniczny nokaut z Danielem Gallemorem.

### Lista walk MMA
| Wynik     | Bilans | Przeciwnik (bilans przed walką) | Rozstrzygnięcie                           | Runda | Czas | Gala                                          | Data       | Miejsce  |
| --------- | ------ | ------------------------------- | ----------------------------------------- | ----- | ---- | --------------------------------------------- | ---------- | -------- |
| Przegrana | 4-2    | Daniel Gallemore (3-2)          | TKO (ciosy pięściami)                     | 2     | 4:33 | Bellator 130                                  | 24.10.2014 | Mulvane  |
| Wygrana   | 4-1    | Oli Thompson (12-5)             | Techniczne poddanie (duszenie gilotynowe) | 1     | 0:18 | BAMMA 15                                      | 05.04.2014 | Londyn   |
| Wygrana   | 3-1    | Tomaž Simonič (4-3)             | Poddanie (duszenie trójkątne rękoma)      | 1     | 1:54 | Final Fight Championship 10                   | 13.12.2013 | Skopje   |
| Wygrana   | 2-1    | Mario Milosavljevic (1-2. 1NC)  | Poddanie (duszenie gilotynowe)            | 1     | 0:35 | Bosnia Fight Championship 1                   | 09.11.2013 | Sarajewo |
| Przegrana | 1-1    | Ante Delija (7-0)               | TKO (ciosy pięściami)                     | 1     | 3:09 | Final Fight Championship 5                    | 24.05.2013 | Osijek   |
| Wygrana   | 1-0    | Anatoli Ciumac (1-3)            | TKO (ciosy pięściami)                     | 2     | 5:00 | Klash Champions Battlefield 4 - Road to Glory | 24.11.2012 | Braszów  |

## Kariera profesjonalnego wrestlera

### WWE

#### NXT (od 2015)
W maju 2015 poinformowano, że Selmani podpisał kontrakt z federacją WWE i rozpocznie karierę profesjonalnego wrestlera trenując w WWE Performance Center. Zadebiutował w ringu podczas gali typu house show z 30 stycznia 2016, gdzie przegrał z Joshem Woodsem. W lutym 2016 wraz z Sunny Dhinsem uformował tag-team, któremu w kwietniu przypisano nazwę „The Authors of Pain”.
Selmani i Dhinsa zadebiutowali w telewizji 8 czerwca 2016 podczas gali NXT TakeOver: The End. Po pojedynku o NXT Tag Team Championship zaatakowali byłych mistrzów American Alpha (Chada Gable’a i Jasona Jordana), po czym dołączył się do nich legendarny menedżer Paul Ellering. Podczas odcinka tygodniówki NXT z 15 czerwca odnieśli pierwsze zwycięstwo nad jobberami w tag-team matchu. 24 sierpnia przydzielono mu pseudonim ringowy Rezar, zaś Dhinsie - Akam. Duo wygrało turniej Dusty Rhodes Tag Team Classic, gdzie w finale mającym miejsce na gali NXT TakeOver: Toronto pokonali TM-61. W styczniu 2017 na gali NXT TakeOver: San Antonio zdobyli NXT Tag Team Championship pokonując #DIY (Johnny’ego Gargano i Tommaso Ciampę).

## Styl walki
- Drużynowe finishery
  - Z Akamem
    - The Last Chapter (Russian legsweep i Lariat)[16][17][18]
- Inne ruchy drużynowe
  - Z Akamem
    - Super Collider (Stereo powerbomb po zderzeniu dwóch przeciwników ze sobą)[19][20][21][22][23]
    - Neckbreaker (Akam) i sitout powerbomb (Rezar)
    - Spinning sidewalk slam (Rezar) i running big boot (Akam)
- Menedżerowie
  - Paul Ellering
- Motywy muzyczne
  - „Pain” ~ CFO$ (NXT; od 15 czerwca 2016; używany podczas współpracy z Akamem)

## Mistrzostwa i osiągnięcia
- Pro Wrestling Illustrated
  - PWI umieściło go na 372. miejscu rankingu PWI 500 w 2016[24]
- WWE NXT
  - NXT Tag Team Championship (1 raz; obecny) – z Akamem[25]
  - Zwycięzca turnieju Dusty Rhodes Tag Team Classic (2016) – z Akamem